# Nanedi Valles
Nanedi Valles é um grande vale no quadrângulo de Lunae Palus em Marte, localizado a 
4.9° latitude norte e 49.0° longitude oeste. Sua extensão é de 508.0 km e seu nome veio da palavra "planeta" em sesotho, a língua nacional do Lesoto.
Nanedi Valles se localiza entre Shalbatana Vallis e a parte superior de Maja Valles.  Sua largura é de 4 km na terminação norte.  Sua forma é similar àquela de Nirgal Vallis, sendo bastante sinuoso e possuindo algumas poucas ramificações curtas. 

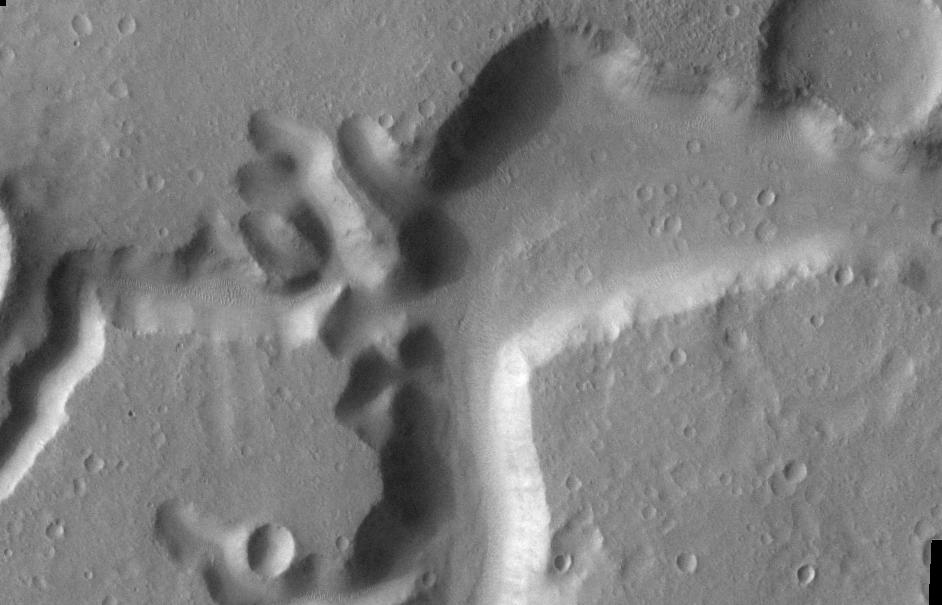
Imagem aproximada de Nanedi Valles, visto pela THEMIS.